# ドロシー・ウィアー・ヤング
ドロシー・ウィアー・ヤング（Dorothy Weir Young、1890年6月18日 – 1947年5月28日）はアメリカ合衆国の画家である。アメリカの印象派を代表する画家の一人、ジュリアン・オールデン・ウィアーの娘であり、彫刻家、マホンリ・ヤング(Mahonri Young)の配偶者である。ジュリアン・オールデン・ウィアーの伝記。書簡集の著者でもある。

## 略歴
ニューヨークで有名な画家、ジュリアン・オールデン・ウィアーの2番目の娘に生まれた。父親は米国芸術家協会(Society of American Artists)の会長も務めた画家で、ドロシーは少女時代に家族と有名な画家、ジェームズ・マクニール・ホイッスラーのスタジオを訪ねた思い出を著書に記している。
父親から絵を学び、画家の道に進んだ。ブルックリン美術館で開かれた全米女性画家・彫刻家協会(National Association of Women Painters and Sculptors)の絵画教室でも学んだ。1911年にニューヨークのナショナル・アカデミー・オブ・デザインに入学し、油絵、水彩画、版画などを学んだ。第一次世界大戦が始まるとベルギーから避難してきた子供たちの支援活動を行い、赤十字の看護人資格も得た。
1819年に父親が亡くなった後も、画家として働いた。1931年2月に彫刻家のマホンリ・ヤングと結婚し、コネチカット州に1932年にスタジオを開いた 。マホンリ・ヤングは、末日聖徒イエス・キリスト教会の2代目大管長、ブリガム・ヤングの多くの孫の一人であり、末日聖徒イエス・キリスト教会のあるユタ州で記念碑を制作する仕事をすることが多く、ドロシーもユタ州も訪れた。
ドロシー・ウィアー・ヤングは生涯を通じて父親の伝記の執筆を行い、伝記「The Life and Letters of J. Alden Weir」はドロシーの没後の1960年に出版された。父親が晩年に購入し、暮らしたコネティカット州の農場の維持に努め、この農場は、1990年に「Weir Farm National Historical Park」として歴史公園 National Historic Site に指定された。

## 作品

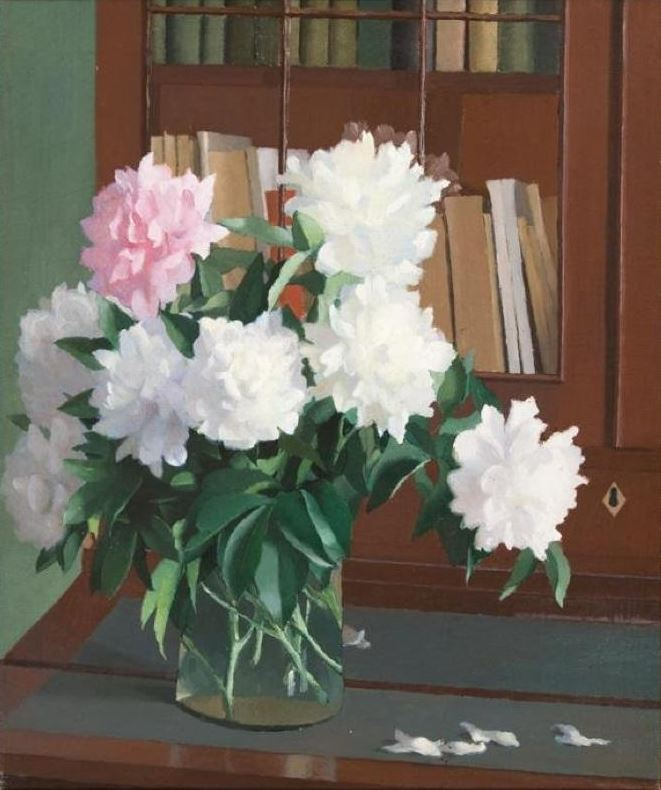
静物画
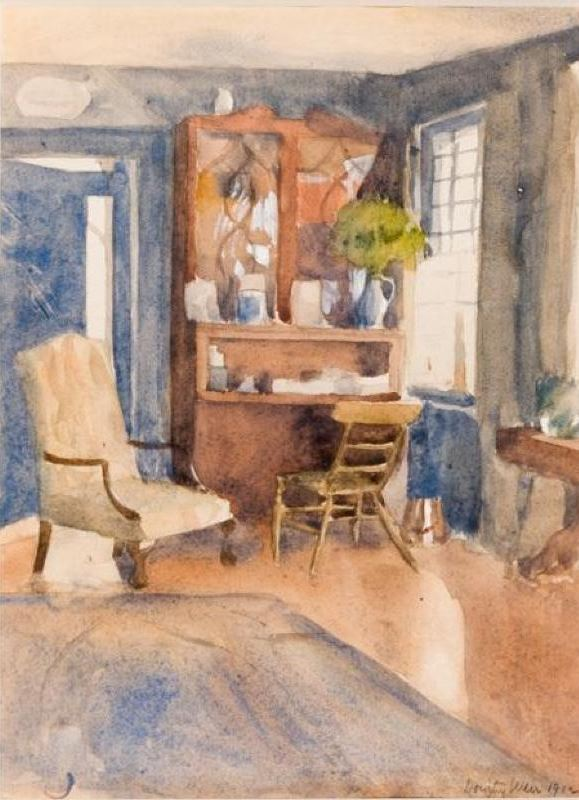
農場の居間
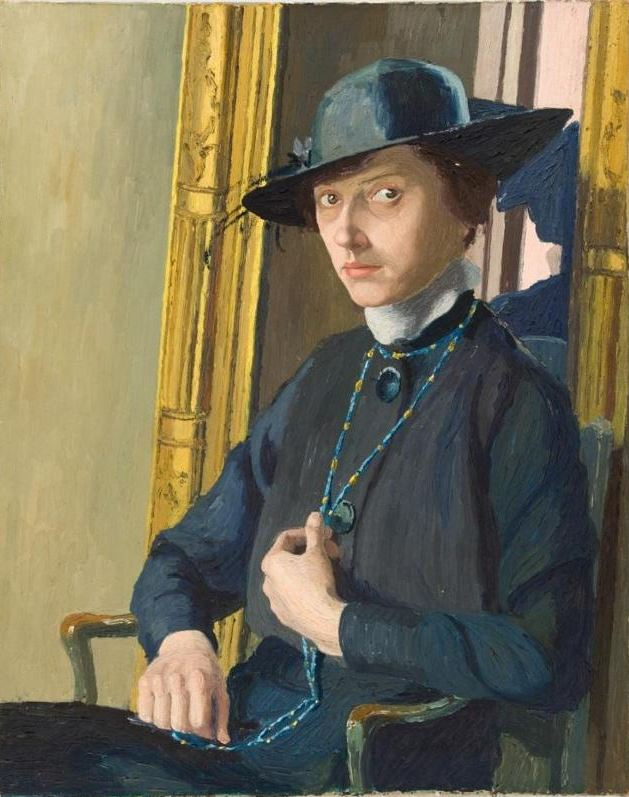
黒いドレスと帽子の女性の肖像画
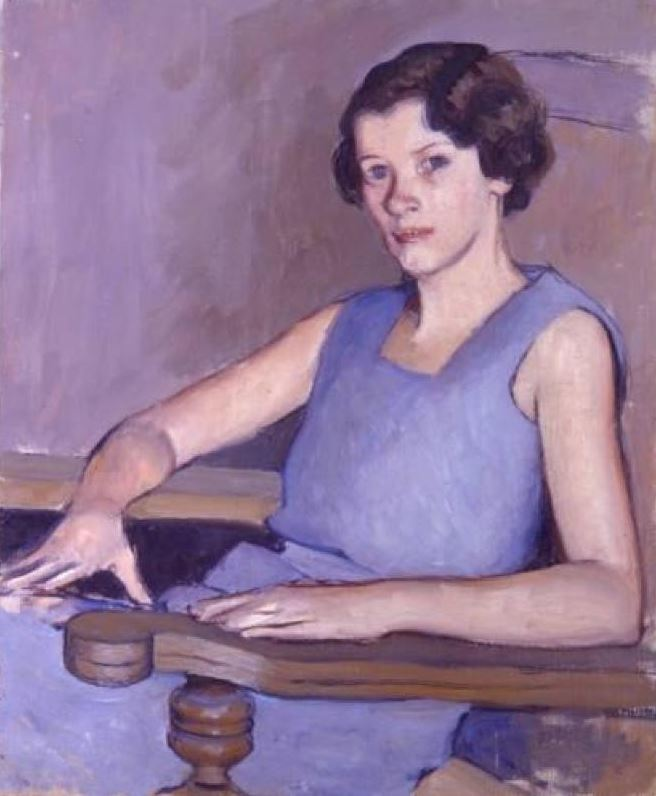
肖像画